# 블루홀

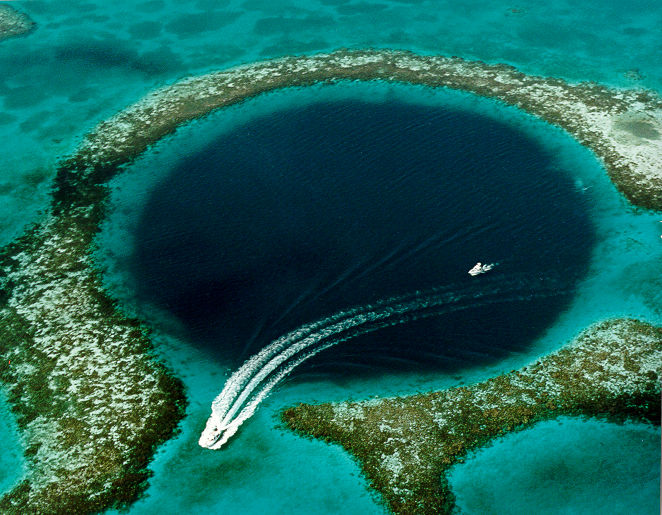
그레이트 블루홀.

블루홀(영어: blue hole)은 과거 동굴이나 석회암 동굴과 같은 지형이 어떤 이유로 바다 속으로 수몰되어 얕은 여울에 구멍이 뚫린 듯한 지형이 형성된 것을 뜻한다. 또는 바다 속에서 그 지형을 올려다볼 때의 보이는 경치의 모습을 뜻한다. 블루홀에는 깨끗한 물이있고, 색깔은 깊이때문에 주로 짙은 파란색이다.

## 각지의 블루홀

### 벨리즈
중앙아메리카 벨리즈에는 세계에서 두번 째로 넓은 산호초가 있다. 벨리즈 산호초 보호지역으로 유네스코 세계유산에 등록되어 있다. 이 중에 라이트하우스 리프라고 불리는 산호초에는 직경 313m의 거대한 블루홀이 있으며, 그레이트 블루홀이라고도 불린다. 이 블루홀에는 지구의 눈이라는 별명이 붙어 있다.

### 바누아투 공화국
남태평양 바누아투 공화국에서 가장 큰 섬인 에스피리투산토섬의 동쪽 해안 근처에 6개의 블루홀이 있다. 루간빌 도시에서 약 20km 정도 떨어진 가장 가까운 블루홀은 가장 작기도 하며, 그 이름은 스란다(Suranda) 블루홀이다. CIRAD 농업 연구소 내부에 있는 자브리(Jabree) 블루홀, 리리(Riri) 블루홀, 마테블루(Matevulu) 블루홀, 잭키스(Jackie's) 블루홀이 있으며, 그리고 샨판 해변보다 더 북쪽에 있는 블루러군(Blue lagoon). 이들 각각 푸른색이지만 각기 다른 푸른빛을 띄고 있다.
세계 각지의 블루홀

1. 벨리즈: 중앙 아메리카 벨리즈에는 세계에서 두번 째로 넓은 산호초가 있다. 벨리즈 산호초 보호지역으로 유네스코 세계유산에 등록되어 있다.
2. 바누아투 공화국: 남태평양 바누아투 공화국에서 가장 큰 섬인 에스피리투산토섬의 동쪽 해안 근처에 6개의 블루홀 있다.
3. 이집트, 아랍 공화국: 시나이 반도 다합 외곽에 있는 블루홀은 직경 60m, 깊이 130m 정도이다.
4. 중국: 남중국해 파라셀 군도에 깊이 300m 짜리 블루홀이 있다.
5. 미국: 북마리아나 제도 로타섬에 '로타 블루'라는 블루홀이 있다.

## 유리 립스키 사망 사고
2000년 4월 28일, 이집트의 다합 블루홀에서 유리 립스키(yuri lipski)라는 러시아 출신의 베테랑 다이버가 혼자 스쿠버 다이빙 촬영을 나섰다가 사망한 사건이 있었다. 
영상 시작은 다른 다이버들과 잠수를 준비하는 유리 립스키로 시작한다. 원활한 수중 촬영을 위해 적색필터를 카메라를 끼우고 있었다. 유리 립스키는 어느 순간부터 다른 다이버들과 헤어지게 되었고 이때부터 비극이 시작된다.
전문가들은 올라가는 분진들을 볼때 엄청난 속도로 내려가고 있다고 한다.
40미터까지 가능한 레이저용 공기통을 매고 있었고 
산소가 부족해지고 있다.

해저까지 내려갔고 심도계를 본다.
유리는 몇 발자국 딛고 산소통을 빼버리고
모레위에서 쓰러져 고통에 몸부림친다.

6분 44초에 자세히 보면 이빨이 달린 무언가 물고기가 지나간듯 하다.
저것이 심해어인지 확실하지 않고 심해어가 아닌 그냥 유리의 팔 일수도 있다.
이리저리 고통에 몸부림 치다가 영상이 끊기고 이내 유리 립스키는 움직임이 멎는다. (그냥 죽어있는 상태로 끝남.)
전반적으로 붉은 색채를 띠어 공포감을 유발할 수 있다. 절대로 검색해서는 안될 검색어 목록에 오르기도 했다.
유리 립스키의 시체는 사고 발생 하루 뒤인 2000년 4월 29일 그의 동료들에 의해 회수되었으며, 해저 생명체에 의한 시체 손상은 없었다고 알려져 있다. 다합 블루홀에서 찍힌 발과 머리가 없는 다이버의 해골을 찍은 영상이 퍼져 있으나, 이는 유리 립스키의 시체가 아닌 다른 사망자의 시체다.

## 같이 보기
- 싱크홀
- 벨리즈 산호초 보호지역
- 그레이트 블루홀